# 大崎栄 (漢詩人)
大崎 栄（おおさき えい、? - 文政元年（1818年））は、江戸時代の女流漢詩人。号は小窓、字は文姫。伊能忠敬の内縁の妻として、彼の研究を助けたことが伝えられている。

## 生涯
1795年（寛政7年）に、佐原から江戸に出て高橋至時の弟子となった伊能忠敬は、4人目の妻を持った。この妻については、長年にわたり謎の人物とされていたが、1995年、片倉比佐子の研究により、女流漢詩人の大崎栄であることが明らかになった。

栄は、漢学者久保木清淵に漢学を学んだ。清淵が忠敬の友人であった関係から忠敬の内妻となったものと推測されている。小宮山楓軒の「楓軒紀談」には栄について、
北山ノ奚疑塾ニ寄宿ノ門人十七人アリ、其内ニ婦人二人アリ 一ハ文姫ト云ウ　年三十歳許　書ヲ善クシ　詩ヲ能クス　嘗テ伊能勘ケ由ノ妾タリシモノナリ
と書かれている。

至時は間重富に宛てた手紙の中で、栄のことを、
才女と相見候。素読を好み、四書五経の白文を、苦もなく読候由。算術も出来申候。絵図様のもの出来申候。象限儀形の目もり抔、見事に出来申候
と褒め称え、忠敬は幸せ者だとつづっている。江戸で忠敬が行った天体観測についても、一人で行える内容ではないため、栄の手助けがあったものと推測されている。
栄は後の忠敬の第一次測量のときは佐原に預けられたが、その後は忠敬の元を離れて文人として生き、忠敬と同じ1818年（文政元年）にこの世を去った。

## フィクション
栄を主人公とした漫画「猫暦（ねこよみ）」（ねこしみず美濃）が「ねこぱんち」（少年画報社）で不定期連載されている。
小説
- 井上ひさし『四千万歩の男』（講談社／1992年）

映画
- 『伊能忠敬 子午線の夢』（2001年、演：賀来千香子）
- 『大河への道』（2022年、演：北川景子）

テレビドラマ
- 『四千万歩の男・伊能忠敬』（2001年、NHK正月時代劇、演：高島礼子）